# Mendidius willbergi
Mendidius willbergi är en skalbaggsart som beskrevs av Edmund Reitter 1891. Mendidius willbergi ingår i släktet Mendidius och familjen Aphodiidae. Inga underarter finns listade i Catalogue of Life.